# Eden Silva
Eden Giselle Silva (Londra, 14 marzo 1996) è una tennista britannica.

## Carriera
Eden Silva ha vinto 2 titoli in singolare e 12 titoli in doppio nel circuito ITF in carriera. Il 3 aprile 2023 ha raggiunto il miglior piazzamento mondiale nel singolare, al numero 298, e il best ranking mondiale nel doppio l'ha ottenuto il 21 ottobre 2024 al numero 112. 
Il 14 giugno 2025, Eden raggiunge la prima finale WTA 125 della carriera in doppio al Lexus Ilkley Open, dove in coppia con la russa Vitalija D'jačenko vengono sconfitte nell'ultimo atto dall'olandese Isabelle Haverlag e dalla svizzera Simona Waltert con il punteggio di 1-6, 1-6.

## Circuito WTA 125

### Doppio

#### Sconfitte (1)
| N. | Data           | Torneo              | Superficie | Compagna           | Avversarie in finale             | Punteggio |
| 1. | 14 giugno 2025 | Ilkley Open, Ilkley | Erba       | Vitalija D'jačenko | Isabelle Haverlag Simona Waltert | 1-6, 1-6  |

## Statistiche ITF

### Singolare

#### Vittorie (2)
| Torneo $100.000 (0) |
| Torneo $80.000 (0)  |
| Torneo $75.000 (0)  |
| Torneo $60.000 (0)  |
| Torneo $50.000 (0)  |
| Torneo $40.000 (0)  |
| Torneo $25.000 (1)  |
| Torneo $15.000 (1)  |
| Torneo $10.000 (0)  |

| N. | Data             | Torneo                               | Superficie  | Avversaria in finale | Punteggio     |
| 1. | 18 novembre 2017 | OrtoLääkärit Open, Helsinki          | Cemento (i) | Tess Sugnaux         | 6–3, 1–6, 7–5 |
| 2. | 24 aprile 2022   | Nottingham Tennis Centre, Nottingham | Cemento     | Robin Montgomery     | 6-4, 6-4      |

#### Sconfitte (4)
| Torneo $100.000 (0) |
| Torneo $80.000 (0)  |
| Torneo $75.000 (0)  |
| Torneo $60.000 (0)  |
| Torneo $50.000 (0)  |
| Torneo $40.000 (0)  |
| Torneo $25.000 (0)  |
| Torneo $15.000 (2)  |
| Torneo $10.000 (2)  |

| N. | Data              | Torneo                                     | Superficie  | Avversaria in finale | Punteggio     |
| 1. | 11 maggio 2014    | Jolie Ville Golf Women's, Sharm el-Sheikh  | Cemento     | Katie Boulter        | 6-4, 4-6, 5-7 |
| 2. | 25 settembre 2016 | Aegon GB Pro-Series Nottingham, Nottingham | Cemento     | Margot Yerolymos     | 5–7, 1–6      |
| 3. | 1º marzo 2017     | Obidos Ladies Open, Óbidos                 | Sintetico   | Nuria Párrizas Díaz  | 4-6, 3-6      |
| 4. | 29 ottobre 2017   | AEGON Pro Series Wirral, Wirral            | Cemento (i) | Samantha Murray      | 2-6, 2-6      |

### Doppio

#### Vittorie (12)
| Torneo $100.000 (0) |
| Torneo $80.000 (0)  |
| Torneo $75.000 (0)  |
| Torneo $60.000 (3)  |
| Torneo $50.000 (0)  |
| Torneo $40.000 (0)  |
| Torneo $25.000 (5)  |
| Torneo $15.000 (1)  |
| Torneo $10.000 (3)  |

| N.  | Data              | Torneo                                                               | Superficie  | Partner              | Rivali in finale                        | Risultato           |
| 1.  | 1º marzo 2014     | Jolie Ville Golf Women's, Sharm el-Sheikh                            | Cemento     | Emily Webley-Smith   | Nikola Horáková Akari Inoue             | 6(4)–7, 6–4, [10–5] |
| 2.  | 22 settembre 2014 | Jolie Ville Golf Women's, Sharm el-Sheikh                            | Cemento     | Ioana Ducu           | Yui Saikai Natsumi Yokota               | 6–2, 6–4            |
| 3.  | 10 dicembre 2014  | Jolie Ville Golf Women's, Sharm el-Sheikh                            | Cemento     | Rosalie van der Hoek | Aleksandra Grinčišina Ekaterina Kljueva | 6–4, 2–6, [10–5]    |
| 4.  | 7 luglio 2018     | Corroios Ladies Open, Corroios                                       | Cemento     | Andrea Ka            | Francisca Jorge Maria José Luque Moreno | 3–6, 6–1, [10–5]    |
| 5.  | 5 maggio 2019     | Torneig Internacional Els Gorchs, Les Franqueses del Vallès          | Cemento     | Jessika Ponchet      | Jodie Anna Burrage Olivia Nicholls      | 6–3, 6–4            |
| 6.  | 20 luglio 2019    | Palmela Ladies Open, Palmela                                         | Cemento     | Sarah Beth Grey      | Estelle Cascino Džulija Terzijska       | 7-5, 6-2            |
| 7.  | 3 agosto 2019     | AEGON Pro Series Foxhills, Woking                                    | Cemento     | Sarah Beth Grey      | Naiktha Bains Ankita Raina              | 6-2, 7-5            |
| 8.  | 25 settembre 2021 | Santarém Ladies Open, Santarém                                       | Cemento     | Marie Benoît         | Alicia Barnett Olivia Nicholls          | 7-5, 6-1            |
| 9.  | 18 novembre 2022  | Tournoi International De Tennis Féminin Saint-Étienne, Saint-Étienne | Cemento (i) | Conny Perrin         | Ekaterina Kazionova Ekaterina Makarova  | 6-4, 4-6, [10-6]    |
| 10. | 4 marzo 2023      | PBI-CSE ITF Open, Bangalore                                          | Cemento (i) | Dea Herdželaš        | Francisca Jorge Matilde Jorge           | 3-6, 6-4, [10-7]    |
| 11. | 11 novembre 2023  | Calgary National Bank Challenger, Calgary                            | Cemento (i) | Sarah Beth Grey      | Hanna Chang Katarina Jokić              | 6-4, 6-4            |
| 12. | 23 marzo 2024     | i-Vent Brankit Open, Maribor                                         | Cemento (i) | Anastasija Tichonova | Luksika Kumkhum Peangtarn Plipuech      | 7-5, 6-3            |

#### Sconfitte (17)
| Torneo $100.000 (0) |
| Torneo $80.000 (3)  |
| Torneo $75.000 (0)  |
| Torneo $60.000 (6)  |
| Torneo $50.000 (0)  |
| Torneo $40.000 (1)  |
| Torneo $25.000 (2)  |
| Torneo $15.000 (1)  |
| Torneo $10.000 (4)  |

| N.  | Data              | Torneo                                                                          | Superficie  | Partner                    | Rivali in finale                          | Risultato        |
| 1.  | 16 novembre 2013  | CCI ITF Women's US $ 15,000 Tennis Tournament, Mumbai                           | Cemento     | Hsu Ching-wen              | Anamika Bhargava Emily Webley-Smith       | 4–6, 5–7         |
| 2.  | 21 aprile 2014    | Jolie Ville Golf Women's, Sharm el-Sheikh                                       | Cemento     | Yuka Mori                  | Harriet Dart Katy Dunne                   | 4-6, 4-6         |
| 3.  | 6 settembre 2014  | Tennis Organisation Cup, Adalia                                                 | Cemento     | Yumi Nakano                | Akiko Ōmae Kotomi Takahata                | 5–7, 2–6         |
| 4.  | 5 ottobre 2014    | Jolie Ville Golf Women's, Sharm el-Sheikh                                       | Cemento     | Ioana Ducu                 | Harriet Dart Melis Sezer                  | 5-7, 1-6         |
| 5.  | 11 ottobre 2014   | Jolie Ville Golf Women's, Sharm el-Sheikh                                       | Cemento     | Harriet Dart               | Sharrmadaa Baluu Wang Xiyao               | 5–7, 6–2, [9–11] |
| 6.  | 12 ottobre 2018   | Open Feminin 50, Cherbourg-en-Cotentin                                          | Cemento (i) | Alicia Barnett             | Katarzyna Piter Barbora Štefková          | 2-6, 1-6         |
| 7.  | 30 marzo 2019     | Open GDF Suez Seine-et-Marne, Croissy-Beaubourg                                 | Cemento (i) | Sarah Beth Grey            | Harriet Dart Lesley Kerkhove              | 3-6, 2-6         |
| 8.  | 31 agosto 2019    | Jinan International Open, Jinan                                                 | Cemento     | Samantha Murray Sharan     | Yuan Yue Zheng Wushuang                   | 6-1, 4-6, [7-10] |
| 9.  | 13 febbraio 2021  | Ilana Kloss International, Potchefstroom                                        | Cemento     | Naomi Broady               | Lesley Pattinama Kerkhove Bibiane Schoofs | 6-4, 3-6, [6-10] |
| 10. | 15 maggio 2021    | Open International Féminin Midi-Pyrénées Saint-Gaudens Comminges, Saint-Gaudens | Terra rossa | Kimberley Zimmermann       | Estelle Cascino Jessika Ponchet           | 6-0, 5-7, [7-10] |
| 11. | 11 settembre 2021 | Elle Spirit Open, Montreux                                                      | Terra rossa | Conny Perrin               | Estelle Cascino Camilla Rosatello         | 6(4)-7, 4-6      |
| 12. | 31 ottobre 2021   | Torneig Internacional Els Gorchs, Les Franqueses del Vallès                     | Cemento     | Susan Bandecchi            | Irina Chromačëva Arina Rodionova          | 6-2, 3-6, [6-10] |
| 13. | 28 gennaio 2023   | Sunderland Pro Series, Sunderland                                               | Cemento (i) | Magali Kempen              | Freya Christie Ali Collins                | 3-6, 6(5)-7      |
| 14. | 11 marzo 2023     | KSLTA ITF World Tennis Tour, Bangalore                                          | Cemento     | Valentini Grammatikopoulou | Francisca Jorge Matilde Jorge             | 7-5, 0-6, [3-10] |
| 15. | 15 aprile 2023    | Zaragoza Open, Saragozza                                                        | Terra rossa | Asia Muhammad              | Diane Parry Arantxa Rus                   | 1-6, 6-4, [5-10] |
| 16. | 12 agosto 2023    | Engie Open, Brasilia                                                            | Cemento     | Valerija Strachova         | Carolina Alves Julia Riera                | 2-6, 3-6         |
| 17. | 10 febbraio 2024  | Engie Open de l'Isère, Grenoble                                                 | Cemento (i) | Sarah Beth Grey            | Emily Appleton Freya Christie             | 6-3, 1-6, [9-11] |